# Национални парк Андрингитра
Национални парк Андрингитра је национални парк стациониран у Хауте Мациатра региону на Мадагаскару, 47 км јужно од града Амбалаваоа. Национални парк је основан 1999. године и њиме руководе Мадагаскарски национални паркови. Уписан је као Светска баштина Унеска 2007. године, као део кишних шума Атсинане.

## Историја
Значај овог подручја забележили су истраживачи почетком 20. века, а 1927. године централни део планинског подручја проглашен је за "Строги природни резерват". Током раних деведесетих година, на Плану за заштиту животне средине представљена је идеја да Мадагаскар преузме власништво над агендом зашитет средине, а не донатори. Године 2007. уписан је као Светска баштина Унеска 2007. године, као део кишних шума Атсинане.

## Географија
Парк покрива површину од 31,160 km и проттеже се преко планинског масива Андрингитра који се налази у равничарском предлеу. Надморска висина варина између 700 метара до 2658 метара. Просечне падавине су од 1.500-2.500 милиметара, а снежних падавина има тек неке године. Овде је забележена најнижа температура Мадагаскара, -9 °C. Реке Ампанасана, Иантара, Менарахакаи Зомандао налазе се у склопу националног парка.
У парку живи неколико група људи. На југу и западу присутан је народ Бара, који се бави углавном пољопривредом и живи у близини гребена. На истоку национално парка, припадници народа Бара узгајају пиринач. Народ Бетсилео живи на северним деловима парка и такође се бави узгајањем пиринча.

## Флора и фауна
На простору парка налази се велики број биљних и животињских врста, а многе од њих су ендемске на Мадагаскару. Источни део масива прекривен је влажним шумама, а травњаци се налазе у вишим пределима. На западним деловима настањене су суве шуме. Пописано је преко 1000 врста биљака, неколико стотина врста птица и 55 врста жаба.
Парк настањује преко 50 врста сисара, укључујући 13 врста лемура, укључујући прстенорепом лемура.
| Време  | Врсте |
| ------ | --- |
| Дневне | - Прстенорепи лемур - Hapalemur meridionalis - Златни лемур бамбусар - Велики лемур бамбусар - Обични смеђи лемур - Eulemur rufifrons - Eulemur rubriventer - Propithecus edwardsi |
| Ноћне  | - Смеђи мишји лемур - Жофројев патуљасти лемур - Ситнозуби разиграни лемур - Avahi peyrierasi - Ај-ај                                                                              |